# Schiffbau (Zeitschrift)
Schiffbau war laut ihrem ersten Untertitel eine „Zeitschrift für die gesamte Industrie auf schiffbautechnischen und verwandten Gebieten“ ab 1899 in dem Verlag Strauß, Vetter & Co. mit Sitz in Berlin. Zeitweilig mit dem Nebentitel „Schiffbau, Kleinschiffbau und Binnenschiffahrt“ enthielt es mitunter die Beilagen „Eisenbau“ sowie den Titel „Deutscher Wirtschaftsbund für Schiffbau und Schiffahrt: Mitteilungen des Deutschen Wirtschaftsbunds für Schiffbau und Schiffahrt“. Nachdem die Zeitschrift „Kleinschiffbau“ in der Schiffbau aufgegangen war, lautete das Titelblatt für den 28. Jahrgang Schiffbau und Schiffahrt, zugleich der Titel der Zeitschrift ab 1927.
Teils mit Nebentiteln wie Schiffbau und Schiffahrt, Kleinschiffbau und Binnenschiffahrt sowie Schiffbau und Schiffahrt, Flußschiffbau und Binnenschiffahrt, wechselte der Haupttitel zu Schiffbau und Schiffahrt in Verbindung mit "Eisenbau".
Ab dem 32. Jahrgang 1931 lautete das Periodikum „Schiffbau, Schiffahrt und Hafenbau. Zeitschrift für die gesamte Industrie auf schiffbautechnischen und verwandten Gebieten“ und enthielt teilweise die Beilagen „Beiträge über Dieselmotoren“ sowie „Luftfahrzeugbau und Luftfahrt nebst Randgebieten.“
In den letzten beiden Jahren des Zweiten Weltkrieges erschien die Fachzeitschrift unter dem Titel „Schiff und Werft. Organ des Fachverbandes Schiffahrtstechnik“, bevor sie mit dem 46. Jahrgang im Jahr 1945 eingestellt wurde.